# Servio

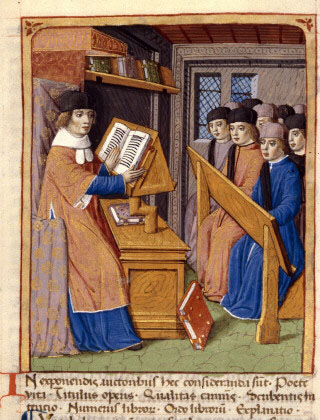
Servio comentando la obra de Virgilio (Servius commentant Virgile). Maestro de Robert Gaguin.. Biblioteca municipal patrimonial y de estudios de Dijon, ms. 0493, f. 056.

Mario o Mauro Servio Honorato  fue un gramático latino de finales del siglo IV, con la reputación en su época de ser el hombre más instruido de su generación en Italia. Fue el autor de un libro de comentarios sobre Virgilio: In tria Virgilii Opera Expositio (Exposición de tres obras de Virgilio), publicado en 1471 por Bernardo Cennini (1414-1498) y que fue el primer manuscrito impreso en Florencia. 
En las Saturnalia de Macrobio aparece Servio como uno de los interlocutores, mostrando las alusiones a esta obra y una carta de Símaco.

## Comentarios sobre Virgilio
El comentario sobre Virgilio ha pervivido en dos tradiciones manuscritas diferentes. La primera es un comentario relativamente corto que se atribuye a Servio en la superscripción de los manuscritos y mediante otras evidencias internas. Una segunda clase de manuscritos, todos ellos procedentes de los siglos X y XI, incluyen el mismo texto en un comentario muy ampliado. Las copiosas adiciones tiene un estilo que contrasta con el original, no llevando ninguno de estos manuscritos el nombre de Servio. «El material añadido es indudablemente antiguo, fechado en una época poco alejada de Servio, y fundado en gran medida en literatura histórica y anticuaria que no se conserva. El autor es anónimo y probablemente cristiano.» Un tercer tipo de manuscritos, escritos en su mayor parte en Italia, da el texto central con escolios interpolados, lo que demuestra la duradera utilidad del Virgilii Opera Expositio.
El auténtico comentario de Servio es en efecto la única edición completa existente de un autor clásico escrita antes del colapso del Imperio romano de Occidente. Está construida en gran parte sobre el principio de una edición moderna, basándose parcialmente en una amplia literatura crítica virgiliana, mucha de la cual sólo se conoce gracias a fragmentos y datos conservados en este comentario. Los avisos del texto de Virgilio, aunque rara vez son autorizados por los manuscritos existentes, que se remontan a la época de Servio e incluso más allá, proporcionan información valiosa sobre las antiguas revisiones y críticas textuales de Virgilio. En la interpretación gramatical del lenguaje de su autor, Servio no se eleva sobre las rígidas y alteradas sutilezas de su tiempo, mientras sus etimologías, como es natural, violan las leyes modernas del sonido y el sentido en favor de los excursos creativos.
En particular, Servio merece reconocimiento por plantar cara a los métodos alegóricos dominantes de exposición del texto. Para el anticuario y el historiador, el valor perdurable de su obra yace en su preservación de hechos de la historia, la religión, las antigüedades y el lenguaje romanos, que de no ser por él se habrían perdido. Buena parte de la erudición de Varrón y otros antiguos investigadores se ha conservado en sus páginas.

## Otras obras
Aparte del comentario virgiliano, se conservan otras obras de Servio: una colección de notas sobre la gramática (Ars grammatica) de Elio Donato, un tratado sobre las terminaciones métricas en verso (De finalibus) y un tratado sobre las diferentes métricas poéticas (De centum metris).
La edición de Georg Thilo y Hermann Hagen (1878-1902) sigue siendo la única edición de la obra completa de Servio. Existe una Servianorum in Vergilii Carmina Commentariorum Editio Harvardiana (1946-1965).